# EMD F9
EMD F9 je dieselelektrická lokomotiva vyráběná v 50. letech 20. století americkou firmou Electro-Motive Division (EMD), patřící do koncernu General Motors. Jde o traťovou lokomotivu určenou pro vozbu osobních i nákladních vlaků, poslední standardní typ z úspěšné modelové řady lokomotiv F. Ve výrobě nahradila předchozí typ F7. Čtyřnápravová lokomotiva je poháněna šestnáctiválcovým dvoudobým motorem 567C přeplňovaným Rootsovými dmychadly a disponuje výkonem 1 750 koňských sil (asi 1 300 kW).

## Historie
V roce 1954 společnost EMD představila několik nových modelů lokomotiv, vyznačujících se využitím vylepšené verze osvědčeného spalovacího motoru 567, označené jako 567C, a změnami v elektrické části. Jedním z těchto modelů byla i čtyřnápravová skříňová lokomotiva F9, navazující na předchozí model F7, od jehož pozdních verzí se vizuálně odlišuje prakticky pouze přidanými ventilačními otvory před prvním kulatým oknem v bočnicích a odlišným okrajem čelního reflektoru. Podobně jako u předchozích modelů byla lokomotiva F9 vyráběna v provedení A se stanovištěm obsluhy na jednom konci a v provedení B (tzv. booster) bez stanoviště.
Ačkoliv šlo o nejpropracovanější lokomotivu ze série F, prodeje byly nižší než u předchozích modelů vlivem rostoucí popularity univerzálnějších lokomotiv kapotového uspořádání. Výroba probíhala do roku 1957 (dle jiného zdroje byl model nabízen až do roku 1960) v závodech EMD v La Grange a General Motors Diesel (GMD) v Londonu u lokomotiv určených pro kanadský trh. Bylo vyrobeno i 86 podobných lokomotiv FP9 určených pro osobní vozbu, ty jsou postaveny na rámu delším o 1,2 m kvůli zvýšení kapacity parního vytápění. Mezi odvozené modely lze zařadit i 60 dvouzdrojových lokomotiv FL9 zakoupených společností New Haven. Celkem bylo všech tří modelů vyrobeno méně než 400 kusů.

## Popis

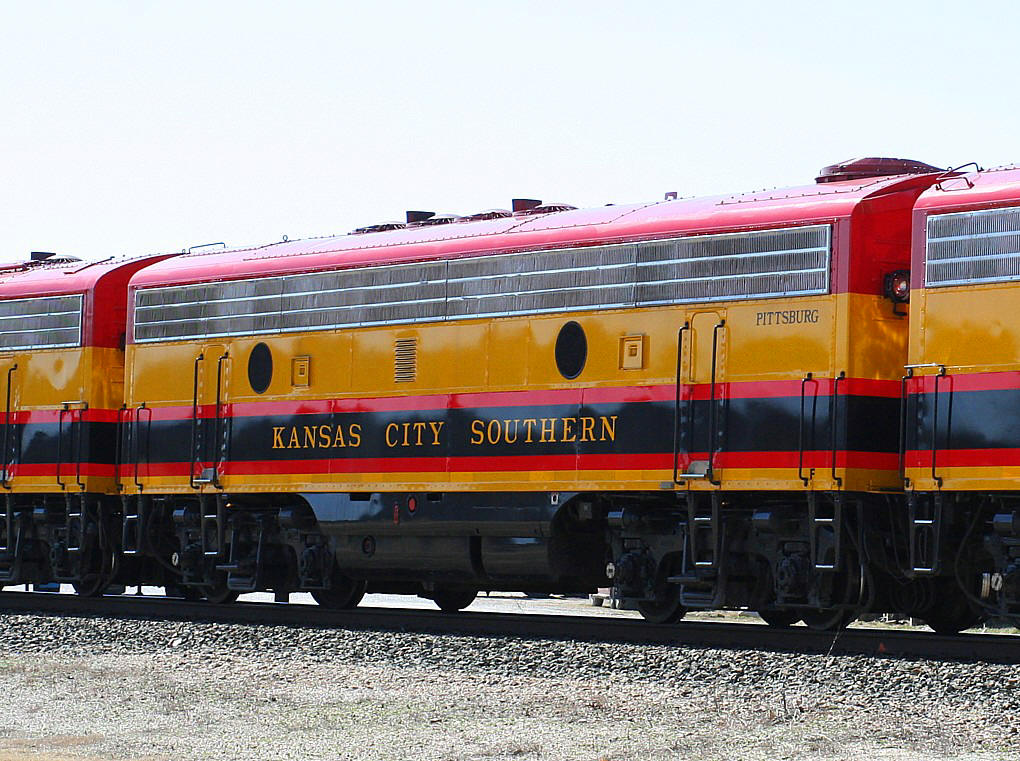
Lokomotiva F9 jako booster bez stanoviště obsluhy

Vnějším vzhledem se lokomotiva F9 téměř neliší od starších strojů F7. Provedení A má na délku 15,44 m, provedení B bez stanoviště 15,24 m, výška nad temenem kolejnice je u obou 4,57 m a šířka včetně madel 3,25 m. Hmotnost se pohybuje kolem 104 tun. Mezi podvozky je zavěšena palivová nádrž s kapacitou přibližně 4 540 l motorové nafty.
Ve vnitřní části je rozdílem náhrada spalovacího motoru 567B novou verzí 567C a související zvýšení výkonu z 1 500 koňských sil (asi 1 100 kW) na 1 750 koňských sil (asi 1 300 kW). Navýšení výkonu bylo dosaženo zvýšením maximálních otáček na 835 ot./min (z 800 ot./min), mezi další úpravy patří zesílení klikové hřídele a úprava těsnění chladicího okruhu, jelikož starší verze motoru trpěly pronikáním vody do mazacího okruhu.
Lokomotiva má stejnosměrný elektrický přenos výkonu, je vybavena trakčním generátorem o jmenovitém napětí 600 V a čtyřmi tlapovými trakčními motory D37, každý z nich disponuje vlastním ventilátorem chlazení. Ty jsou stejně jako ventilátory chlazení vodního okruhu poháněny elektromotory napájenými z třífázového alternátoru, který je součástí trakčního generátoru. Změna zapojení trakčních motorů (mezi sérioparalelním a paralelním zapojením) a šuntování je prováděno automaticky.